# Buenavista (Guimaras)
Buenavista (Bayan ng Buenavista) är en kommun i Filippinerna. Kommunen tillhör provinsen Guimaras och ligger på ön med samma namn. Folkmängden uppgår till 41 717 invånare.

## Barangayer
Buenavista är indelat i 36 barangayer.
| - Agsanayan - Avila - Banban - Bacjao (Calumingan) - Cansilayan - Dagsa-an - Daragan - East Valencia - Getulio - Mabini - Magsaysay - Mclain | - Montpiller - Navalas - Nazaret - New Poblacion (Calingao) - Old Poblacion - Piña - Rizal - Salvacion - San Fernando - San Isidro - San Miguel - San Nicolas | - San Pedro - San Roque - Santo Rosario - Sawang - Supang - Tacay - Taminla - Tanag - Tastasan - Tinadtaran - Umilig - Zaldivar |